# Transancistrus
Transancistrus – rodzaj słodkowodnych ryb sumokształtnych z rodziny zbrojnikowatych (Loricariidae).

## Zasięg występowania
Pacyficzne (zachodnie) stoki Andów w Ekwadorze.

## Klasyfikacja
Gatunki zaliczane do tego rodzaju:
- Transancistrus aequinoctialis
- Transancistrus santarosensis

Gatunkiem typowym jest Cordylancistrus santarosensis (=T. santarosensis).